# Romário Ricardo da Silva
Romário Ricardo da Silva (Palestina (São Paulo), spelend onder de naam Romarinho, is een Braziliaans voetballer die als aanvaller speelt. Hij verruilde in augustus 2018 Al-Jazira voor Ittihad.
Romarinho begon bij Rio Branco en speelde vervolgens voor São Bernardo. Hij brak vanaf 2011 door bij Bragantino en maakte in 2012 een transfer naar Corinthians. Met die club won hij in 2012 de CONMEBOL Libertadores en de FIFA Club World Cup. In 2013 won hij met Corinthians het Campeonato Paulista en de CONMEBOL Recopa. In 2014 vertrok Romarinho naar Qatar en tekende een contract bij El-Jaish, waarmee hij in 2014 en 2016 de Qatar Cup won. In 2017 maakte hij de overstap naar Al-Jazira uit de Verenigde Arabische Emiraten, waarmee hij deelnam aan de FIFA Club World Cup van 2017. In augustus 2018 vertrok Romarinho naar Ittihad.

## Erelijst
Corinthians
- CONMEBOL Libertadores: 2012
- CONMEBOL Recopa: 2013
- FIFA Club World Cup: 2012
- Campeonato Paulista: 2013

 El-Jaish
- Qatar Cup: 2014, 2016

Individueel
- Fans' AFC Champions League XI: 2016
- Saudi Professional League – Speler van de Maand: september 2019, januari 2022